# Juan de la Cruz Ortiz
Juan José de la Cruz Ortiz (León, Guanajuato, México, 7 de marzo de 1983) es un futbolista mexicano que juega en la demarcación de defensa.

## Trayectoria
Empezó su carrera en las fuerzas básicas del Club Atlas de Guadalajara donde debutó profesionalmente siendo muy joven a los 17 años en el invierno 2000, portando el dorsal 80 en el empate de su club a unos frente a Tecos de la UAG correspondiente a la jornada 3 iniciando como titular y jugó 65 minutos.
Permaneció en el club hasta el clausura 2005 ya que fue transferido al Querétaro Fútbol Club de la primera a logrando el ascenso y siguió tomado en cuenta para integrar el plantel del máximo circuito para después descender de nueva cuenta con el club.
Sin embargo fue fichado por Veracruz por seis meses ya que posteriormente fue comprado por el Club Necaxa y ahí estuvo por 1 año.
Para el clausura 2009 fue transferido al Albinegros de Orizaba de la liga de ascenso donde fue titular y disputó la mayoría de los encuentros que jugó su club.
Permaneció 1 año y paro durante todo 2010 hasta que a principios de 2011 fue contratado por La Piedad por seis meses para regresar al Club Necaxa aunque no jugó ninguno de los partidos y se quedó libre.

### Clubes
| Club                  | País   | Año       |
| --------------------- | ------ | --------- |
| Atlas de Guadalajara  | México | 2000      |
| Atlético Bachilleres  | México | 2001      |
| Atlas de Guadalajara  | México | 2001-2005 |
| Coyotes de Sonora     | México | 2005      |
| Querétaro Fútbol Club | México | 2005-2007 |
| Veracruz              | México | 2007      |
| Club Necaxa           | México | 2008      |
| Orizaba               | México | 2009      |
| La Piedad             | México | 2011      |
| Club Necaxa           | México | 2011      |

## Selección nacional

### Categorías menores[2]
Sub-20
Fue seleccionado juvenil en la Copa Mundial de Fútbol Sub-20 de 2003.
| Mundial                  | Sede                   | Resultado    |
| ------------------------ | ---------------------- | ------------ |
| Copa Mundial Sub-20 2003 | Emiratos Árabes Unidos | Primera fase |

Sub-23
Jugó con la selección de fútbol sub-23 de México en los Juegos Panamericanos de 2003 donde se colgó el bronce y estuvo en algunos partidos de preolímpico 2004 y algunos partidos rumbo a los Juegos Olímpicos de 2004.
| Torneo                                 | Sede                 | Resultado    |
| -------------------------------------- | -------------------- | ------------ |
| Juegos Panamericanos 2003              | República Dominicana | Tercer lugar |
| Torneo Preolímpico de la Concacaf 2004 | Estados Unidos       | Clasificado  |

## Estadísticas

### Resumen estadístico
| Competencia                | Partidos | Goles |
| -------------------------- | -------- | ----- |
| Primera División de México | 99       | 0     |
| Liga de Ascenso de México  | 38       | 2     |
| Total                      | 137      | 0     |